# Нильссон, Йоаким (футболист, 1994)
Йо́рген Йоаки́м Ни́льссон (швед. Jörgen Joakim Nilsson; 6 февраля 1994, Хернёсанд) — шведский футболист, защитник клуба «Сент-Луис Сити» и сборной Швеции. Участник Олимпийских игр 2016 года в Рио-де-Жанейро. Младший брат Пера Нильссона, который сейчас занимает руководящую должность в клубе «РБ Лейпциг».

## Клубная карьера
Йоаким — воспитанник клуба «Эльгарна», за который он сыграл несколько матчей во втором шведском дивизионе.
В 2011 году Нильссон перешёл в «Сундсвалль», подписав трёхлетний контракт. 29 сентября 2013 года в матче против «Хаммарбю» он дебютировал в Суперэттане. В 2014 году Йоаким помог команде выйти в элиту. 6 апреля в матче против «Мальмё» он дебютировал в Аллсвенскане. 9 апреля 2015 года в поединке против «Отвидаберга» он забил свой первый гол за «Сундсвалль».
В начале 2016 года Нильссон перешёл в «Эльфсборг», подписав контракт на пять лет. Сумма трансфера составила 500 тыс. евро. 3 апреля в матче против «Хеккена» Нильссон дебютировал за новую команду. 20 апреля 2017 года в поединке против «Эребру» Йоаким забил свой первый гол за «Эльфсборг».
В июле 2019 года Нильссон перешёл в клуб немецкой Второй Бундеслиги «Арминия Билефельд», заключив трёхлетний контракт. Стоимость трансфера, уплаченная «Эльфсборгу», оценивается в 400 тыс. евро.
1 июня 2022 года Нильссон подписал контракт с американским клубом «Сент-Луис Сити» сроком до конца 2026 года. К клубу-новичку MLS, начинающему играть в лиге в сезоне 2023, он присоединился в июле 2022 года. Предполагалось, что оставшуюся часть 2022 года он проведёт в «Сент-Луис Сити 2» в MLS Next Pro. В ноябре Нильссон перенёс две операции на колене, из-за чего пропустил большую часть сезона 2023. За «Сент-Луис Сити» он дебютировал 20 августа 2023 года в матче против «Остина», выйдя на замену на 87-й минуте вместо Акила Уоттса.

## Международная карьера
6 января 2016 года в товарищеском матче против сборной Эстонии Нильссон дебютировал за сборную Швеции.
В 2016 году Симон в составе олимпийской сборной Швеции принял участие в Олимпийских играх в Рио-де-Жанейро. На турнире он сыграл в матчах против команд Колумбии и Нигерии.
В 2017 году в составе молодёжной сборной Швеции Нильссон принял участие в молодёжном чемпионате Европы в Польше. На турнире он был запасным и на поле не вышел.

## Достижения
Командные
 «Арминия Билефельд»
- Чемпион Второй Бундеслиги: 2019/20